# FCAB 153–160
Die Nummern 153 bis 160 der Ferrocarril de Antofagasta a Bolivia (FCAB) waren Schlepptenderlokomotiven mit der Achsfolge 1’D (Consolidation, 2-8-0), die ursprünglich für die 762-mm-Schmalspur gebaut wurden.

## Geschichte
Bereits 1908 kaufte die FCAB bei der Hunslet Engine Company zehn Schlepptenderlokomotiven in sehr ähnlicher Ausführung. Diese hatten die Nummern 141 bis 150. Zwei weitere mit den Nummern 151 und 152 folgten 1911. Im Herbst 1910 bestellte die Gesellschaft zudem acht Exemplare bei der North British Locomotive Company. Diese Lokomotiven mit den Werksnummern 19428 bis 19435 wurden im Februar 1911 geliefert und erhielten die Nummern 153 bis 160. Ein auffälliges Merkmal war die Verwendung von Außenrahmen mit Hallschen Kurbeln. Diese Bauweise war notwendig, um größere Lokomotiven für eine so schmale Spurweite bauen zu können.
Alle diese Lokomotiven wurden im Rahmen der Umspurung der Strecken von 762 mm auf 1000 mm zwischen 1926 und 1928 auf Meterspur umgebaut.
Die Maschine mit der Nr. 157 wurde später an die Ferrocarril Salitrero de Taltal verkauft. Wie lange diese Lokomotiven im Einsatz waren, ist nicht genau bekannt. Sicher ist, dass die Nummer 160 im März 1956 noch als Rangierlok im Bahnhof in Oruro im Dienst war. Zum Zeitpunkt der Verstaatlichung des bolivianischen Abschnitts der FCAB im Jahr 1964 war kein Exemplar mehr vorhanden.